# Puente de Solía
El puente de Solía son los restos de un antiguo paso que cruzaba el río Mina, muy cerca de la localidad española de Liaño, en Cantabria. Actualmente solo queda en pie un arco de los cinco que llegó a tener. En 2003 fue catalogado como Bien Inventariado.
Al estar cerca de antiguas explotaciones mineras, como las situadas en el actual Parque de Cabárceno, durante mucho tiempo se ha vertido lodo o barro al río que atraviesa, y al estar situado en zona de marismas, esto dificultó el correcto funcionamiento de la estructura, así como problemas con la cimentación.

## Historia
El original databa de época romana, pero sufrió muchos añadidos y muy importantes reformas posteriores. Fue paso de la Via Agrippa y del Camino de Santiago del Norte. Se utilizó por última vez como camino durante el siglo xix. Además, es muy probable que existiera uno en el mismo lugar o muy próximo al actual cuya fábrica sería de madera. 
El puente de Solía era un paso muy importante para la comunicación de la zona oriental de la provincia con Santander y el Camino de Castilla. Su relevancia se menciona en diversos documentos desde mediados del siglo xv. Su ubicación parece ser que se debe a un conflicto por la recaudación del pontazgo, por lo que se edificó ahí para evitar sobrecostes y no en otro lugar donde habría sido más fácil construirlo.
En el siglo XVI presentaba cinco arcos apuntados apoyados sobre tajamares, fábrica de sillería y mampostería y una superficie ligeramente empinada. En 1862 se proyecta una carretera entre las localidades de Bárcena de Carriedo y Guarnizo, para la cual se levanta un nuevo puente más arriba, dado el mal estado del antiguo. Ya en 1989 se ejecuta el puente que hoy está en uso, realizándose una reforma del antiguo, habiendo desaparecido tres de sus arcos. Otro se encuentra soterrado y el único en pie fue profundamente restaurado por el Gobierno de Cantabria en 1997, cuando también se instaló un cartel informativo junto a la acera. Seis años después, en 2003, fue protegido con la declaración de Bien Inventariado.